# Лотіда
Лоті́да (грец. Λωτίς / Lotis) — в давньогрецькій мітології німфа, яка врятувалася від переслідування Пріапа тим, що була перетворена богами на лотос.
За словами Овідія, велелюбний Пріап намагався зґвалтувати німфу під час фестивалю Лібералії, коли вона заснула під кленом, але раптовий крик осла Сілена розбудив Лотіду, й, заразом, інших учасників святкування і збентежений Пріап залишився ні з чим.
В іншому оповіданні, втікаючи від Пріапа, вона просила в богів порятунку і ті обернули її на квітку лотоса.
Ця історія знайшла відображення в мистецтві, зокрема на картині Джованні Белліні та Тіціана «Бенкет богів» 1514 року, гравіюванні Джованні Батісти Палумби 1510 року, малюнку Франческо Парміджаніно 1530 року. Збуджений Пріап підкрадається до сплячої напівголої красуні, одяг видає його стан та бажання, але поруч осел Сілена…
На честь німфи було названо відкритий 1897 року астероїд 429 Лотіда.